# Copidosoma genale
Copidosoma genale är en stekelart som först beskrevs av Thomson 1876.  Copidosoma genale ingår i släktet Copidosoma och familjen sköldlussteklar. Arten är reproducerande i Sverige. Inga underarter finns listade i Catalogue of Life.